# Cailhau
Cailhau [kajo]  est une commune française, située dans le Nord-Ouest du département de l'Aude en région Occitanie.
Sur le plan historique et culturel, la commune fait partie du Razès, un pays historiquement très étendu, qui ne se résume aujourd'hui qu'aux collines de la Malepère et au bas Razès au centre et au sud, limité par le pays de Sault. Exposée à un climat méditerranéen, elle est drainée par le Sou, le ruisseau du Pech et par un autre cours d'eau. La commune possède un patrimoine naturel remarquable : un site Natura 2000 (le « massif de la Malepère ») et deux zones naturelles d'intérêt écologique, faunistique et floristique.
Cailhau est une commune rurale qui compte 250 habitants en 2022, après avoir connu un pic de population de 520 habitants en 1831. Elle fait partie de l'aire d'attraction de Carcassonne. Ses habitants sont appelés les Cailhautais et ses habitantes les Cailhautaises.
Le nom de la commune vient de l'occitan cailhau (« caillou »), qui a servi parfois à désigner des lieux pierreux (déjà Callavum en 782). 

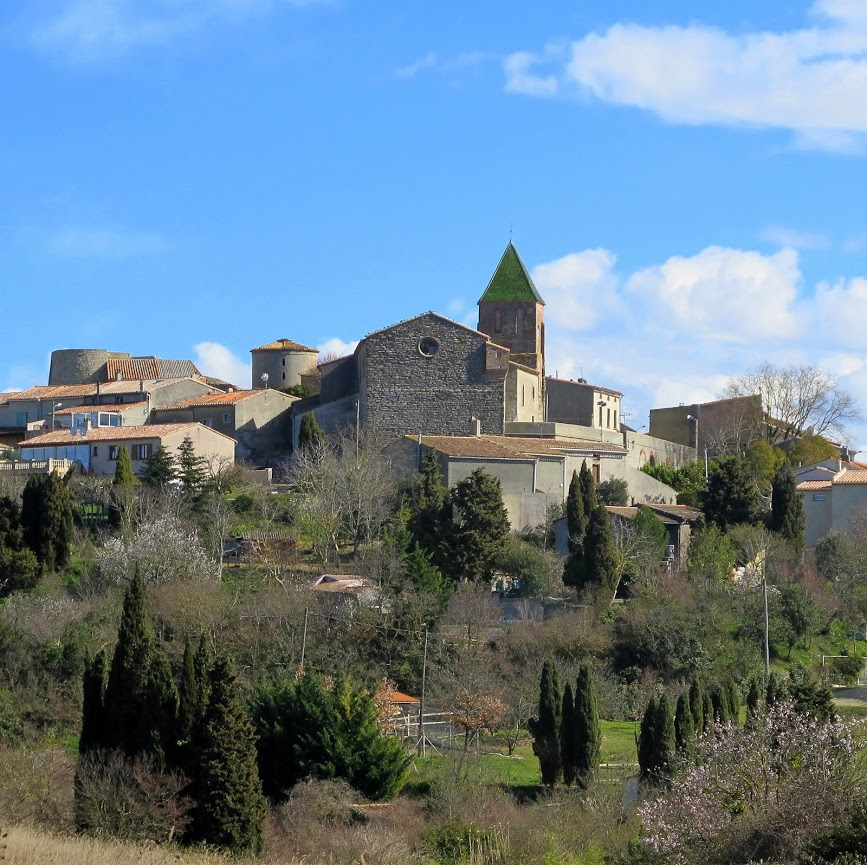

## Géographie

### Localisation
Cailhau est un village du Bas Razès situé non loin de la vallée de l'Aude.
Il fait partie des 48 circulades de France.

### Communes limitrophes
Les communes limitrophes sont  Belvèze-du-Razès, Brugairolles, Cailhavel, Cambieure, Ferran, Gramazie et Montréal.
| Ferran           | Cailhavel | Montréal     |
| Gramazie         | Cailhau   | Brugairolles |
| Belvèze-du-Razès | Cambieure |              |

### Géologie et relief
Caillau se situe en zone de sismicité 2 (sismicité faible).

### Hydrographie
La commune est dans la région hydrographique « Côtiers méditerranéens », au sein du bassin hydrographique Rhône-Méditerranée-Corse. Elle est drainée par le Sou, le ruisseau du Pech et le ruisseau de Gaure, constituant un réseau hydrographique de 7 km de longueur totale,.
Le Sou, d'une longueur totale de 17,2 km, prend sa source dans la commune de Massac et s'écoule vers le nord. Il traverse la commune et se jette dans l'Orbieu à Vignevieille, après avoir traversé 4 communes.

### Climat
Pour des articles plus généraux, voir Climat de l'Occitanie et Climat de l'Aude.
En 2010, le climat de la commune est de type climat méditerranéen altéré, selon une étude s'appuyant sur une série de données couvrant la période 1971-2000. En 2020, Météo-France publie une typologie des climats de la France métropolitaine dans laquelle la commune est exposée à un climat océanique altéré et est dans la région climatique Aquitaine, Gascogne, caractérisée par une pluviométrie abondante au printemps, modérée en automne, un faible ensoleillement au printemps, un été chaud (19,5 °C), des vents faibles, des brouillards fréquents en automne et en hiver et des orages fréquents en été (15 à 20 jours).
Pour la période 1971-2000, la température annuelle moyenne est de 13 °C, avec une amplitude thermique annuelle de 15,6 °C. Le cumul annuel moyen de précipitations est de 786 mm, avec 9,6 jours de précipitations en janvier et 5,2 jours en juillet. Pour la période 1991-2020, la température moyenne annuelle observée sur la station météorologique la plus proche, située sur la commune d'Alaigne à 6 km à vol d'oiseau, est de 14,0 °C et le cumul annuel moyen de précipitations est de 673,6 mm,. Pour l'avenir, les paramètres climatiques de la commune estimés pour 2050 selon différents scénarios d'émission de gaz à effet de serre sont consultables sur un site dédié publié par Météo-France en novembre 2022.

### Milieux naturels et biodiversité

#### Réseau Natura 2000

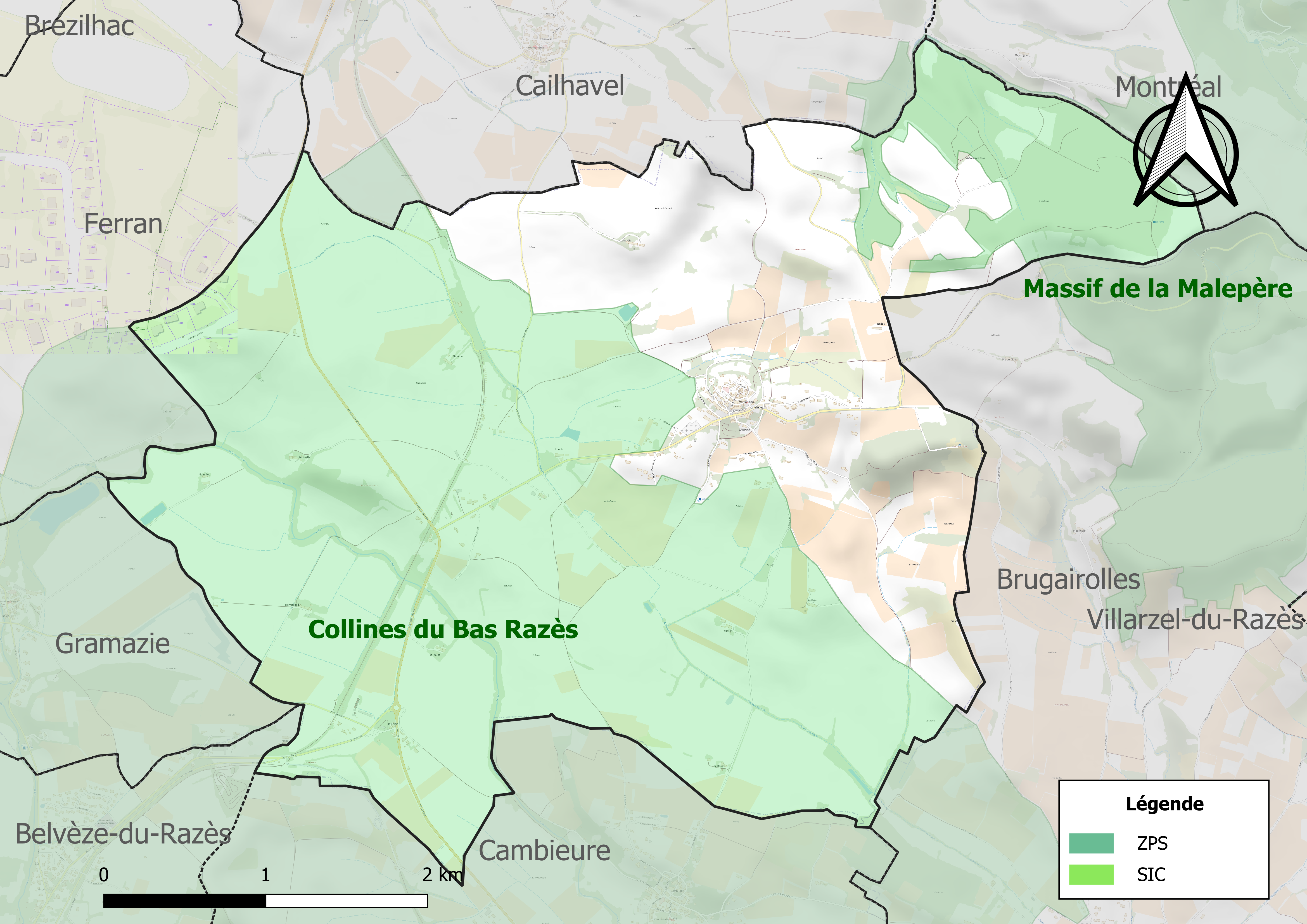
Site Natura 2000 sur le territoire communal.

Le réseau Natura 2000 est un réseau écologique européen de sites naturels d'intérêt écologique élaboré à partir des directives habitats et oiseaux, constitué de zones spéciales de conservation (ZSC) et de zones de protection spéciale (ZPS). Un site Natura 2000 a été défini sur la commune au titre de la directive habitats : le « massif de la Malepère », d'une superficie de 6 158 ha, un site boisé présentant un intérêt biogéographique vu sa position intermédiaire sous les influences des climats méditerranéen et atlantique. De nombreuses espèces sont en limite d'aire. Il s'agit d'un site important pour des chauves-souris d'intérêt communautaire avec six espèces présentes : le Grand Rhinolophe, le Petit Rhinolophe, le Murin à oreilles échancrées, le Rhinolophe euryale, le Minioptère de Schreibers et la Barbastelle.

#### Zones naturelles d'intérêt écologique, faunistique et floristique

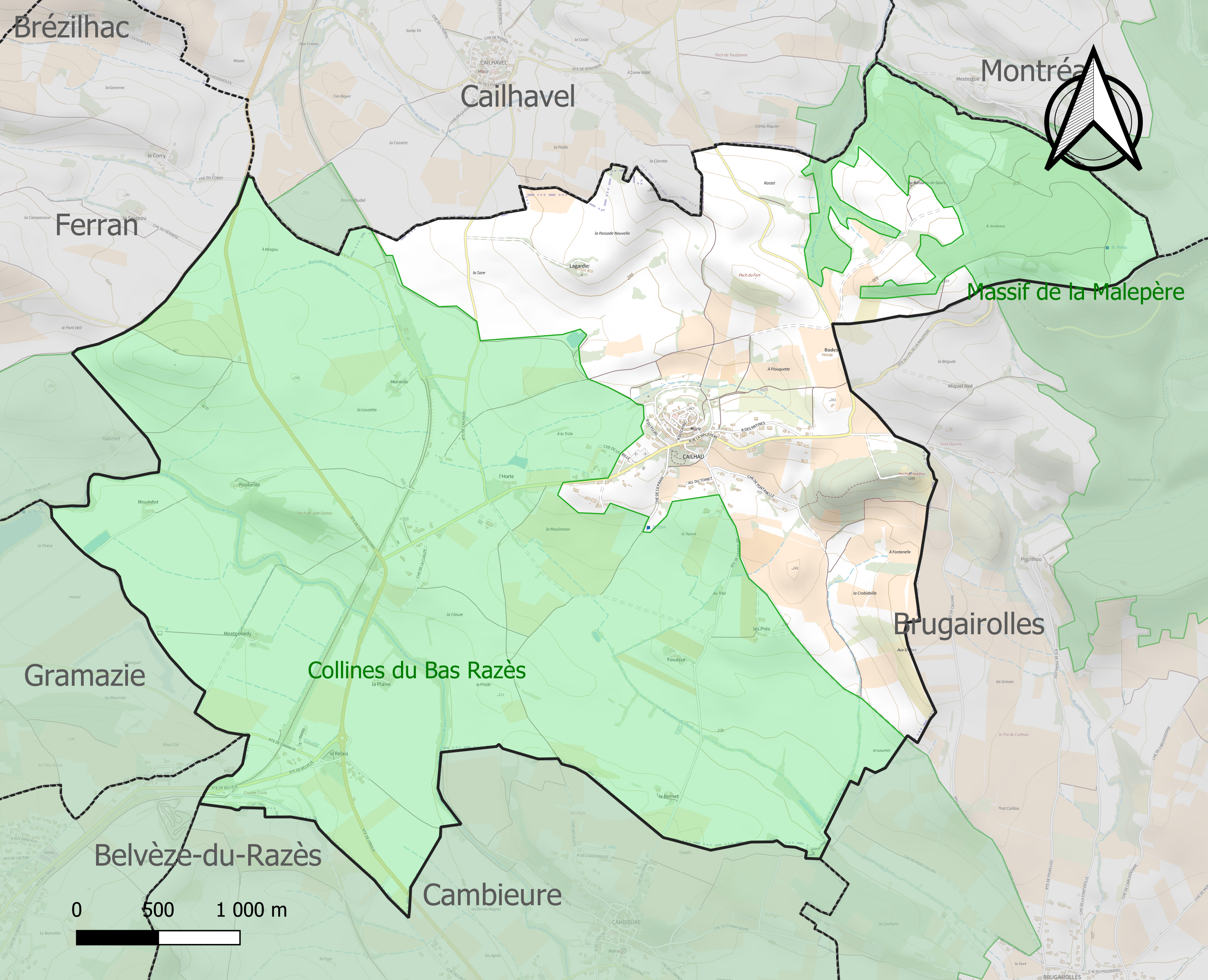
Carte des ZNIEFF de type 1 localisées sur la commune.

L’inventaire des zones naturelles d'intérêt écologique, faunistique et floristique (ZNIEFF) a pour objectif de réaliser une couverture des zones les plus intéressantes sur le plan écologique, essentiellement dans la perspective d’améliorer la connaissance du patrimoine naturel national et de fournir aux différents décideurs un outil d’aide à la prise en compte de l’environnement dans l’aménagement du territoire. Deux ZNIEFF de type 1 sont recensées sur la commune : les « collines du Bas Razès » (3 551 ha), couvrant 13 communes du département, et 
le « massif de la Malepère » (5 883 ha), couvrant 14 communes du département.

## Urbanisme

### Typologie
Au 1er janvier 2024, Cailhau est catégorisée commune rurale à habitat très dispersé, selon la nouvelle grille communale de densité à 7 niveaux définie par l'Insee en 2022.
Elle est située hors unité urbaine. Par ailleurs la commune fait partie de l'aire d'attraction de Carcassonne, dont elle est une commune de la couronne,. Cette aire, qui regroupe 115 communes, est catégorisée dans les aires de 50 000 à moins de 200 000 habitants,.

### Occupation des sols
L'occupation des sols de la commune, telle qu'elle ressort de la base de données européenne d’occupation biophysique des sols Corine Land Cover (CLC), est marquée par l'importance des territoires agricoles (90,5 % en 2018), en diminution par rapport à 1990 (93,3 %). La répartition détaillée en 2018 est la suivante : 
terres arables (58 %), cultures permanentes (32,3 %), forêts (6,7 %), zones urbanisées (2,8 %), zones agricoles hétérogènes (0,2 %). L'évolution de l’occupation des sols de la commune et de ses infrastructures peut être observée sur les différentes représentations cartographiques du territoire : la carte de Cassini (XVIIIe siècle), la carte d'état-major (1820-1866) et les cartes ou photos aériennes de l'IGN pour la période actuelle (1950 à aujourd'hui).

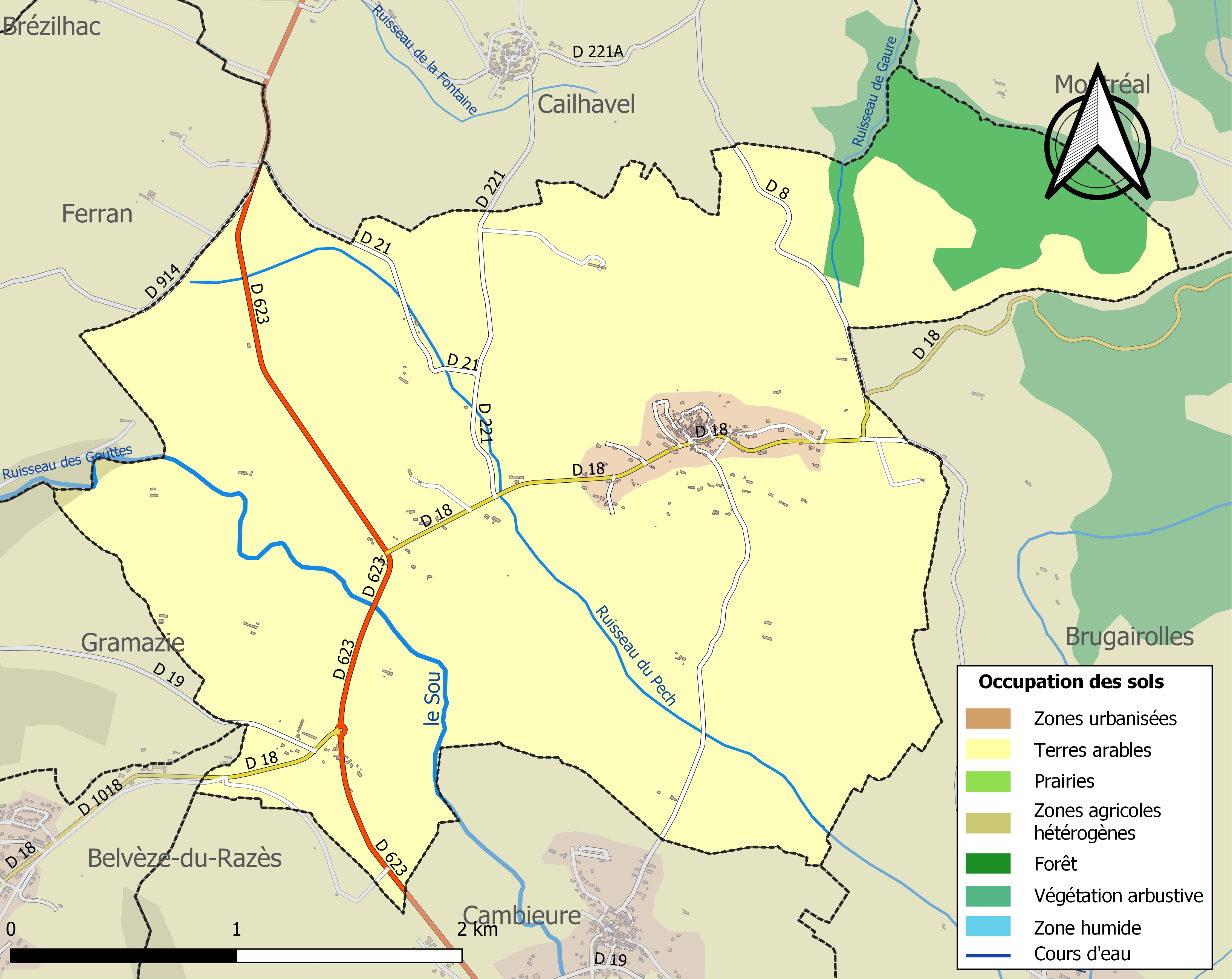
Carte des infrastructures et de l'occupation des sols de la commune en 2018 (CLC).

### Risques majeurs
Le territoire de la commune de Cailhau est vulnérable à différents aléas naturels : météorologiques (tempête, orage, neige, grand froid, canicule ou sécheresse), feux de forêts et séisme (sismicité faible). Un site publié par le BRGM permet d'évaluer simplement et rapidement les risques d'un bien localisé soit par son adresse soit par le numéro de sa parcelle.

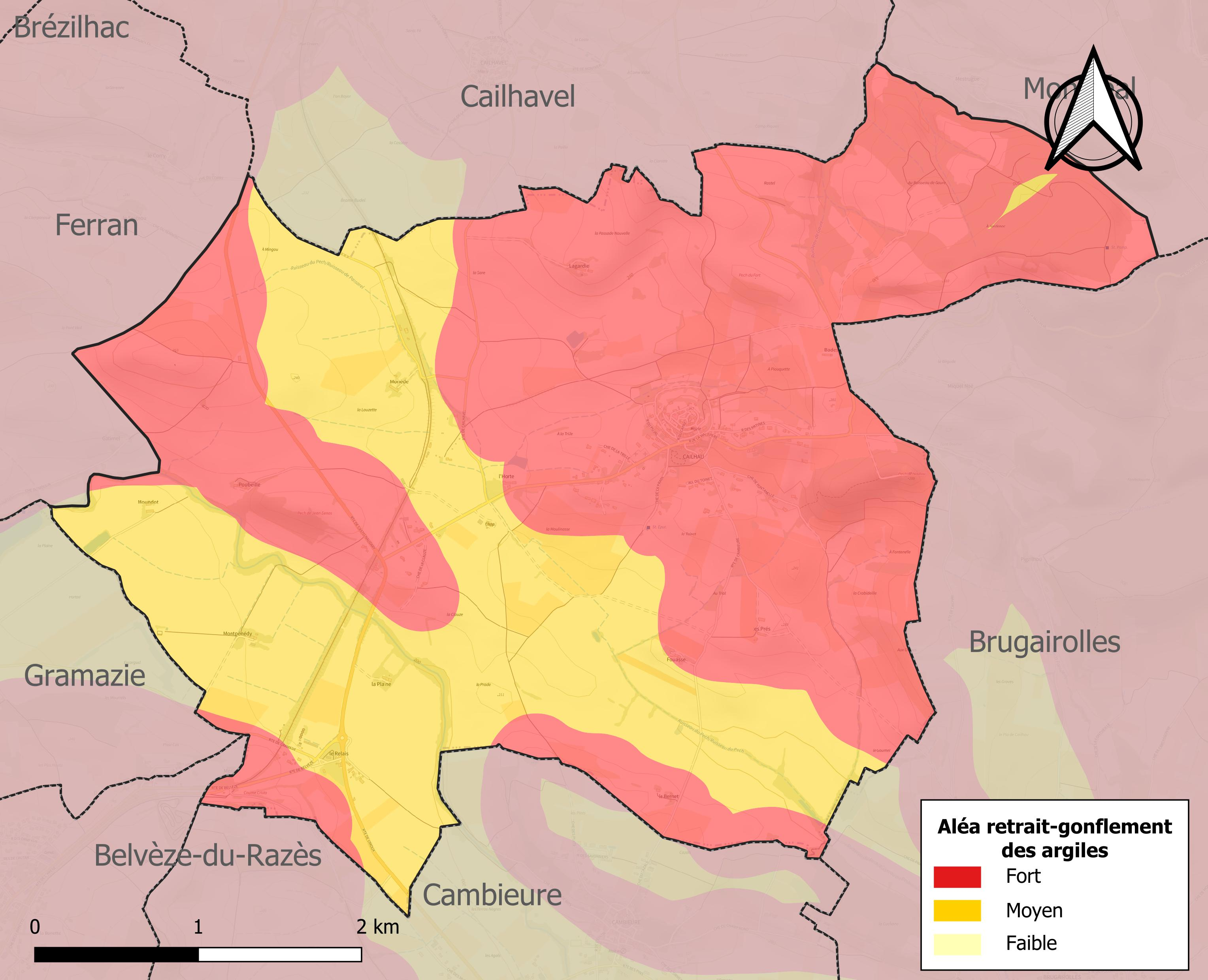
Carte des zones d'aléa retrait-gonflement des sols argileux de Cailhau.

Le retrait-gonflement des sols argileux est susceptible d'engendrer des dommages importants aux bâtiments en cas d’alternance de périodes de sécheresse et de pluie. La totalité de la commune est en aléa moyen ou fort (75,2 % au niveau départemental et 48,5 % au niveau national). Sur les 180 bâtiments dénombrés sur la commune en 2019, 180 sont en aléa moyen ou fort, soit 100 %, à comparer aux 94 % au niveau départemental et 54 % au niveau national. Une cartographie de l'exposition du territoire national au retrait gonflement des sols argileux est disponible sur le site du BRGM,.

## Toponymie
Le nom de la commune vient de l'occitan cailhau (« caillou »), qui a servi parfois à désigner des lieux pierreux (déjà Callavum en 782). Un autre village, 3 km au nord-ouest, a pour  nom Cailhavel, diminutif en -èl de cailhau

## Histoire

### Origines
Cailhau a été construite en circulade, maison après maison durant plus d'un millénaire. La plus ancienne mention de ce lieu, figure dans les actes de l'archevêché de Narbonne en l'an 779. Dans un de ces actes, il est fait mention d'un jugement dépossédant le comte Milon de Narbonne d'une villa sise à Cailhau près de la Malepère, au profit de l'archevêque Daniel de Narbonne. Un héritage spirituel et matériel qu'il étendit à tout le Razès et ses habitants, entièrement soumis à l'église de Narbonne.

### Moyen Âge
C'est donc au Moyen Âge que les premières habitations virent le jour à Cailhau, probablement autour de l'habitat seigneurial primitif. Là même où se trouvent les ruines d'un moulin à vent (la Motte) au point le plus haut du village. Ce moulin est bâti sur une colline de grès dans laquelle ont été taillés des silos à grains, certains murés, d'autres visibles. À l'emplacement de l'église, une forteresse située à l'extrême nord-ouest, reliée au moulin par quelques maisons perchées. Cet édifice et habitats étaient protégés à leur pied, par des fossés remplis d'eau.
En deçà de ce que l'on peut appeler la calotte de la cité, le chemin du tour des fossés, avec la porta Aquaria (le porche) et le chemin de la Terrasse où des constructions apparurent et de nouveaux fossés dissuasifs installés. Plus bas encore, le chemin de la Fontaine, qui ceinture le village au niveau le plus étendu, des puits et jardins.
La fin du premier millénaire voit la cure de Cailhau s'unir à l'abbaye de Montolieu, comme la plupart des communes du Haut Moyen Âge (Brézilhac, Gramazie...). Vers 1191, les chevaliers de Cailhau (dont Guilhem et Raimon) se rendent à Sauzens, pour jurer fidélité à Trencavel, comte de Carcassonne.
Au XIIIe siècle et jusqu'au XVIIIe siècle, Cailhau eut de nombreux seigneurs et chevaliers : vers l'an 1220, Robert de Cailhau, Dame Na Cavaers coseigneuresse de Fanjeaux et qui avait des sympathies pour l'hérésie cathare, François de Malhaurens (XVe siècle)...

### Protestantisme
Durant et après 1560 les guerres de Religion, les protestants se rassemblent dans cette région, Cailhau, Alet, Brugairolles, sont occupés. Laviston, gouverneur de Carcassonne chasse les protestants de Carcassonne, du Cabardès et du Lauragais. Il accorda son aide au consul de Limoux et contribua à délivrer Cailhau, Alet et quelques autres places en 1575. En 1580, la guerre recommence, et la région demeure dans la tourmente. En 1586, le vicomte de Mirepoix s'installe à Cailhau. Henri IV abjure le protestantisme en 1593.

### Époque moderne
Au début du XXe siècle, l'école publique était mixte : une classe pour les grands et une pour les petits. L'école communale ferma ses portes en 1991. Se succédèrent comme enseignants : le couple Sire, Mme Fabre...
Il existait également une école privée, située Grande-Rue, maison appartenant aujourd’hui à Marthe Guy (Pawlak). Cette école fut fermée vers 1958 par décision de Mgr Puech, évêque de Carcassonne.

## Politique et administration

### Découpage territorial
La commune de Cailhau est membre de la communauté de communes du Limouxin, un établissement public de coopération intercommunale (EPCI) à fiscalité propre créé le 2 décembre 2016 dont le siège est à Limoux. Ce dernier est par ailleurs membre d'autres groupements intercommunaux.
Sur le plan administratif, elle est rattachée à l'arrondissement de Limoux, au département de l'Aude, en tant que circonscription administrative de l'État, et à la région Occitanie.
Sur le plan électoral, elle dépend du canton de la Piège au Razès pour l'élection des conseillers départementaux, depuis le redécoupage cantonal de 2014 entré en vigueur en 2015, et de la troisième circonscription de l'Aude  pour les élections législatives, depuis le redécoupage électoral de 1986.

### Liste des maires
| Période                                  | Période  | Identité           | Étiquette | Qualité                                            |
| ---------------------------------------- | -------- | ------------------ | --------- | -------------------------------------------------- |
| 1793                                     | 1800     | François Pagès     |           |                                                    |
| 1800                                     | 1803     | Guillaume Pelouze  |           |                                                    |
| 1804                                     | 1815     | François Pagès     |           |                                                    |
| 1815                                     | 1825     | Jérôme Commez      |           |                                                    |
| 1826                                     | 1830     | François Dormières |           |                                                    |
| 1830                                     | 1844     | Auguste Pagès      |           | Conseiller général du Canton d'Alaigne (1833→1839) |
| 1844                                     | 1848     | Bernard Fournié    |           |                                                    |
| 1848                                     | 1849     | Taymond Lajugnie   |           |                                                    |
| 1849                                     | 1860     | Amédée Labeaute    |           | Conseiller général du Canton d'Alaigne (1848→1852) |
| 1860                                     | 1865     | Emile Fournié      |           |                                                    |
| 1865                                     | 1888     | Maxime Vidal       |           |                                                    |
| 1888                                     | 1896     | Isidore Dormières  |           |                                                    |
| 1896                                     | 1908     | Eliacin Gabelle    |           |                                                    |
| 1908                                     | 1909     | Prosper Gabelle    |           |                                                    |
| 1909                                     | 1944     | Jean Caratge       |           |                                                    |
| 1944                                     | 1945     | Baptiste Fort      |           |                                                    |
| 1945                                     | 1959     | Laurent Riquier    |           |                                                    |
| 1959                                     | 1993     | Jean Daunis        |           |                                                    |
| 1993                                     | 2007     | Pierre Caratge     |           |                                                    |
| 2007                                     | 2020     | Gérard Afflatet    |           |                                                    |
| 2020                                     | En cours | Bernard Ragnère    |           |                                                    |
| Les données manquantes sont à compléter. |          |                    |           |                                                    |

## Démographie
L'évolution du nombre d'habitants est connue à travers les recensements de la population effectués dans la commune depuis 1793. Pour les communes de moins de 10 000 habitants, une enquête de recensement portant sur toute la population est réalisée tous les cinq ans, les populations de référence des années intermédiaires étant quant à elles estimées par interpolation ou extrapolation. Pour la commune, le premier recensement exhaustif entrant dans le cadre du nouveau dispositif a été réalisé en 2005.

En 2022, la commune comptait 250 habitants, en évolution de −6,72 % par rapport à 2016 (Aude : +2,65 %, France hors Mayotte : +2,11 %).
| 1793 | 1800 | 1806 | 1821 | 1831 | 1836 | 1841 | 1846 | 1851 |
| ---- | ---- | ---- | ---- | ---- | ---- | ---- | ---- | ---- |
| 454  | 454  | 487  | 482  | 520  | 503  | 504  | 514  | 315  |

| 1856 | 1861 | 1866 | 1872 | 1876 | 1881 | 1886 | 1891 | 1896 |
| ---- | ---- | ---- | ---- | ---- | ---- | ---- | ---- | ---- |
| 511  | 446  | 463  | 417  | 383  | 428  | 472  | 414  | 369  |

| 1901 | 1906 | 1911 | 1921 | 1926 | 1931 | 1936 | 1946 | 1954 |
| ---- | ---- | ---- | ---- | ---- | ---- | ---- | ---- | ---- |
| 393  | 434  | 375  | 344  | 351  | 346  | 316  | 335  | 289  |

| 1962 | 1968 | 1975 | 1982 | 1990 | 1999 | 2005 | 2006 | 2010 |
| ---- | ---- | ---- | ---- | ---- | ---- | ---- | ---- | ---- |
| 265  | 282  | 261  | 251  | 219  | 231  | 230  | 239  | 255  |

| 2015 | 2020 | 2022 | - | - | - | - | - | - |
| ---- | ---- | ---- | - | - | - | - | - | - |
| 268  | 251  | 250  | - | - | - | - | - | - |

## Économie

### Revenus
En 2018  (données Insee publiées en septembre 2021), la commune compte 115 ménages fiscaux, regroupant 266 personnes. La médiane du revenu disponible par unité de consommation est de 19 720 € (19 240 € dans le département).

### Emploi
| Division       | 2008   | 2013   | 2018   |
| -------------- | ------ | ------ | ------ |
| Commune        | 8,2 %  | 12,1 % | 7,4 %  |
| Département    | 10,2 % | 12,8 % | 12,6 % |
| France entière | 8,3 %  | 10 %   | 10 %   |

En 2018, la population âgée de 15 à 64 ans s'élève à 126 personnes, parmi lesquelles on compte 70,2 % d'actifs (62,8 % ayant un emploi et 7,4 % de chômeurs) et 29,8 % d'inactifs,. Depuis 2008, le taux de chômage communal (au sens du recensement) des 15-64 ans est inférieur à celui de la France et du département.
La commune fait partie de la couronne de l'aire d'attraction de Carcassonne, du fait qu'au moins 15 % des actifs travaillent dans le pôle,. Elle compte 23 emplois en 2018, contre 24 en 2013 et 28 en 2008. Le nombre d'actifs ayant un emploi résidant dans la commune est de 85, soit un indicateur de concentration d'emploi de 26,6 % et un taux d'activité parmi les 15 ans ou plus de 41 %.
Sur ces 85 actifs de 15 ans ou plus ayant un emploi, 19 travaillent dans la commune, soit 22 % des habitants. Pour se rendre au travail, 85,4 % des habitants utilisent un véhicule personnel ou de fonction à quatre roues, 1,2 % s'y rendent en deux-roues, à vélo ou à pied et 13,4 % n'ont pas besoin de transport (travail au domicile).

### Activités hors agriculture
23 établissements sont implantés  à Cailhau au 31 décembre 2019. Le tableau ci-dessous en détaille le nombre par secteur d'activité et compare les ratios avec ceux du département,. Le secteur des activités spécialisées, scientifiques et techniques et des activités de services administratifs et de soutien est prépondérant sur la commune puisqu'il représente 43,5 % du nombre total d'établissements de la commune (10 sur les 23 entreprises implantées  à Cailhau), contre 13,3 % au niveau départemental.

### Agriculture
La commune fait partie de la petite région agricole dénommée « Razès ». En 2010, l'orientation technico-économique de l'agriculture  sur la commune est la polyculture et le polyélevage.
|                                   | 1988 | 2000 | 2010 |
| --------------------------------- | ---- | ---- | ---- |
| Exploitations                     | 21   | 21   | 14   |
| Superficie agricole utilisée (ha) | 502  | 548  | 444  |

Le nombre d'exploitations agricoles en activité et ayant leur siège dans la commune est passé de 21 lors du recensement agricole de 1988 à 21 en 2000 puis à 14 en 2010, soit une baisse de 33 % en 22 ans. Le même mouvement est observé à l'échelle du département qui a perdu pendant cette période 52 % de ses exploitations. La surface agricole utilisée sur la commune a également diminué, passant de 502 ha en 1988 à 444 ha en 2010. Parallèlement la surface agricole utilisée moyenne par exploitation a augmenté, passant de 24 à 32 ha.

## Culture locale et patrimoine

### Lieux et monuments
- Chapelle Notre-Dame-des-Prés.
- Église Saint-Christophe de Cailhau datant du XIIIe et XIVe siècles, fortifiée, remaniée au XIXe : clocher vert insolite dominant le village ; guette carrée au sud-ouest de l'édifice. L'église actuelle a été intégrée dans la forteresse. L'évêque Dalmace consacra l'autel de la paroisse en l'an 1088. Le clocher faisant partie de la forteresse, date du XIIIe. La guérite (égauchette) a été construite en brique rouge au XVIIIe, dans l'esprit de l'ancien château fort. L'église a été maintes fois endommagée, réparée, intérieur, extérieur et clocher rafistolé.. Au XIXe l'intérieur a été transformé en gothique, et les chapelles latérales sont créées. La porte a été reconstituée à partir d'éléments déplacés, en vrai gothique, du XIVe. La flèche verte du clocher date de 1925. Quant aux cloches, il en est une qui date du XVIe et qui est classée au titre des monuments historiques. Signalons que le clocher, a été restauré en 2002 à l'initiative du conseil municipal et du maire.
- Sur le parvis de l'église se trouve une croix en pierre datée de 1645.
- Croix 1643 devant l'église.

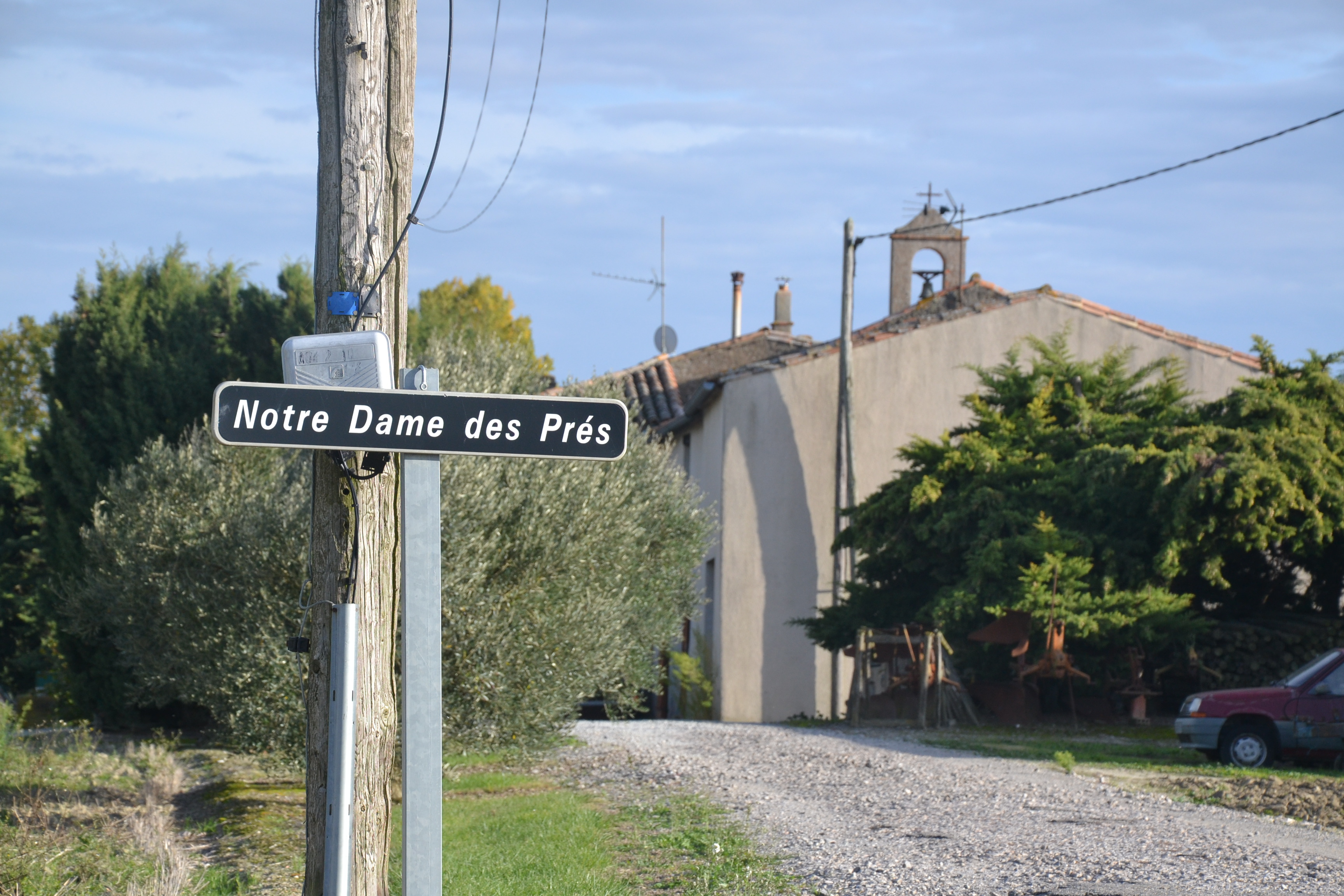
La chapelle Notre-Dame-des-Prés.
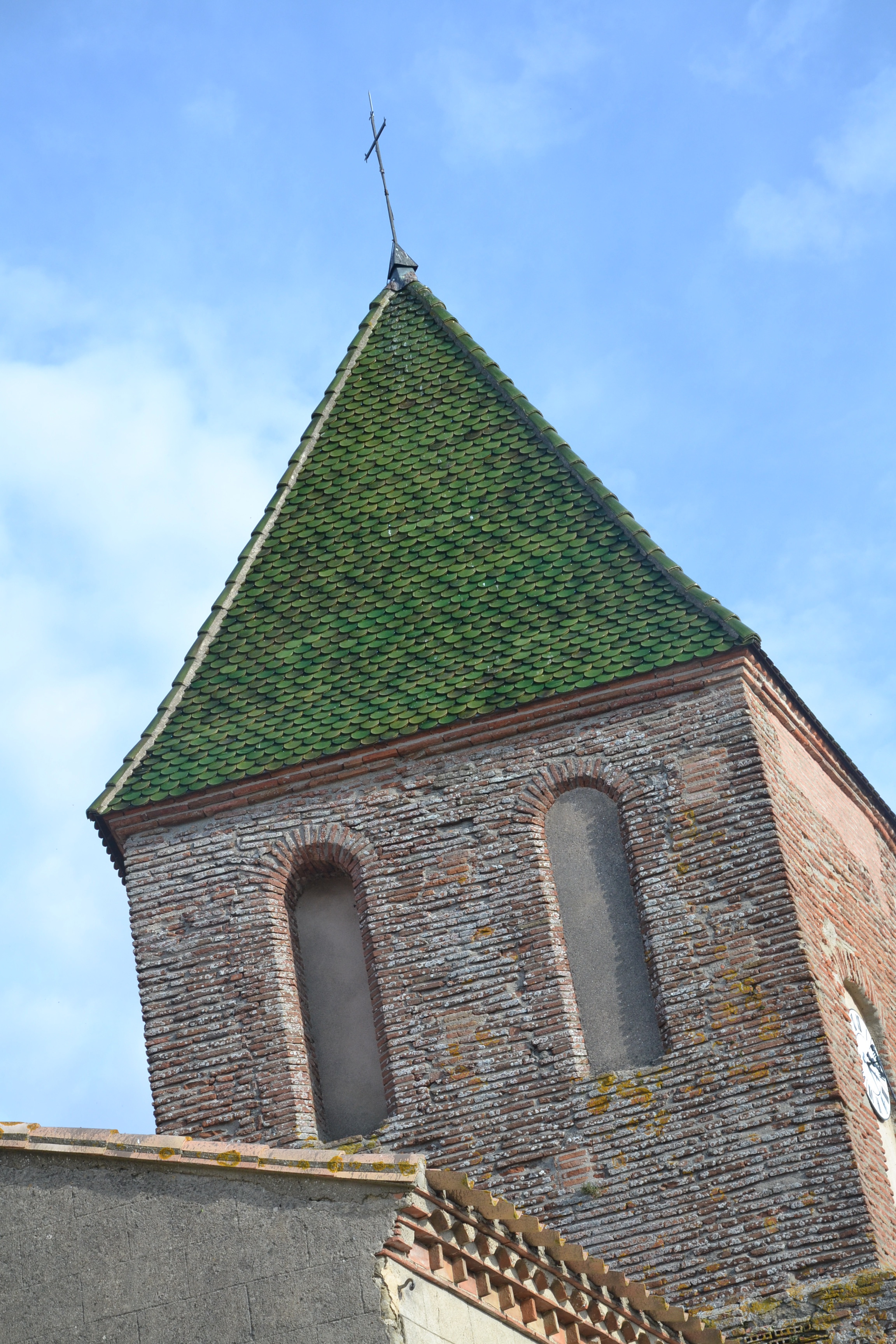
Le clocher de l'église en tuile vernissée.
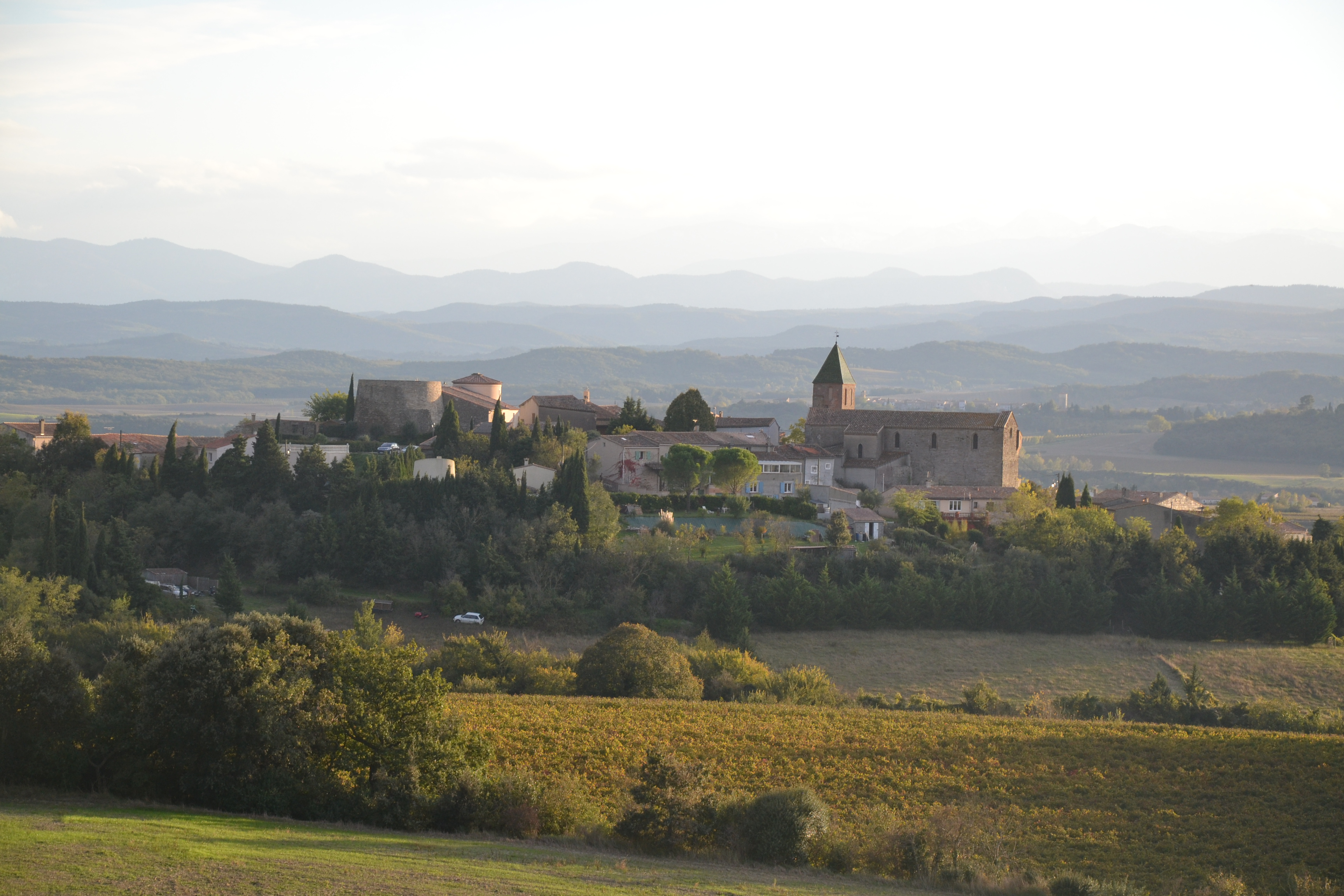
Vue générale du village.

### Personnalités liées à la commune
. 

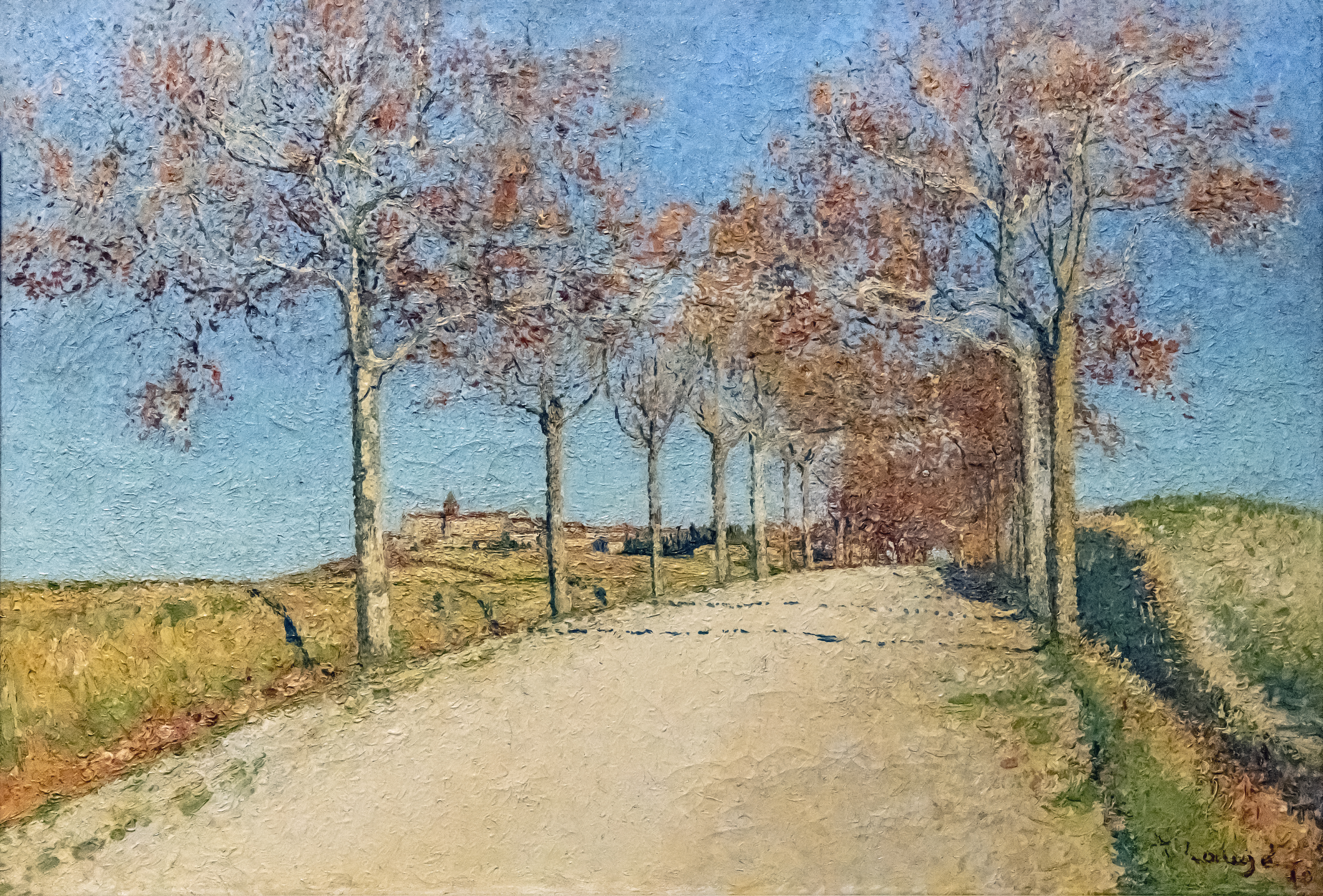
La route de Cailhau (1910) - Achille Laugé.

- Achille Laugé (1861-1944), peintre post-impressionniste, né à Arzens, décédé à Cailhau.
- Gilberte Roca (1911-2004), femme politique, née à Cailhau.
- Cathy Andrieu (1970-), actrice, a vécu à Cailhau.

### Héraldique
| Blason de Cailhau | Blason  | D'azur au pal bretessé d'argent.                 |
| Blason de Cailhau | Détails | Le statut officiel du blason reste à déterminer. |